# Devonta Freeman
Devonta Freeman (nascido em 15 de março de 1992) é um jogador de futebol americano que joga na posição de running back da National Football League (NFL),Que atua pelo Baltimore Ravens. Ele foi recrutado pelos Falcons na quarta rodada do Draft 2014 da NFL. Ele jogou futebol universitário no estado da Flórida.
Em 2014, o Falcons tinha Steven Jackson como seu principal corredor, todavia o jogador vinha de sua pior temporada na carreira, onde havia conseguido apenas 543 jardas terrestres. Chegando ao recrutamento, a equipe de Atlanta buscou suprir esta  com a escolha de Devonta na 4ª rodada. Apesar de ter sido apenas o 9º jogador da posição selecionado, nas últimas 3 temporadas, nenhum outro RB do draft 2014 conseguiu tantas jardas de scrimmage como o atleta do Falcons.
Somando suas Jardas corridas e recebidas, o RB do Falcons já totaliza 3648 jardas em seus 3 anos de carreira, o que confere ao jogador uma ótima média de 1216 jardas por temporada. Se levarmos em consideração que em seu primeiro ano na Liga, Devonta foi bem discreto, conseguindo apenas 248 jardas corridas, estes números se tornam ainda mais impressionantes, pois demonstram como o atleta evoluiu desde seu ano de calouro. Freeman é um RB moderno, um jogador versátil que sempre representa uma dupla ameaça para as defesas adversárias, o dinâmico atleta dos Falcons consegue correr e receber passes com a mesma eficiência.
Em campo, Freeman tem sido extremamente produtivo, principalmente em suas duas últimas temporadas. Desde sua carreira no College, onde foi um destaque em Florida State, o RB já demonstrava as qualidades necessárias para ser um jogador da NFL. 

## Numeração
O número da camisa de Devonta Freeman é 24 em homenagem a sua tia Tamekia N. Brown, que morreu aos 24 anos de um ataque cardíaco quando Freeman tinha 14 anos. Ele tem seu nome tatuado no braço esquerdo.

## Dados da carreira
Na Universidade da Flórida foi duas vezes campeão da ACC (Atlantic Coast Conference), em 2012 e 2013. Foi duas vezes eleito para o Pro Bowl e liderou a NFL em touchdowns em corridas (11) em 2015
Foi dele o primeiro touchdown da nova casa do Atlanta Falcons, o Mercedes-Benz Stadium, logo na primeira campanha ofensiva, numa corrida, o running back colocou seu nome na história ao inaugurar o placar do estádio. Em 9 de agosto de 2017, Freeman assinou uma extensão de contrato de cinco anos e U$ 41,25 milhões com os Falcons para se tornar o mais bem pago running back na NFL.

### Carreira na faculdade
|                |                | Correndo | Correndo | Correndo | Correndo | Correndo | Recebendo | Recebendo | Recebendo |
| Ano            | Time           | Att      | Yards    | Avg      | Long     | TDs      | Rec       | Yards     | TDs       |
| -------------- | -------------- | -------- | -------- | -------- | -------- | -------- | --------- | --------- | --------- |
| 2011           | Florida State  | 120      | 579      | 4.8      | 41       | 8        | 15        | 111       | 0         |
| 2012           | Florida State  | 111      | 660      | 5.9      | 47       | 8        | 10        | 86        | 0         |
| 2013           | Florida State  | 173      | 1,016    | 5.9      | 60       | 14       | 22        | 278       | 1         |
| Total carreira | Total carreira | 404      | 2,255    | 5.6      | 60       | 30       | 47        | 475       | 1         |

### Carreira profissional
| Ano  | Time            | Jogos | Jogos | Correndo | Correndo | Correndo | Correndo | Correndo | Recebendo | Recebendo | Recebendo | Recebendo | Recebendo | Fumbles | Fumbles |
| Ano  | Time            | GP    | GS    | Att      | Yds      | Avg      | Lng      | TD       | Rec       | Yds       | Avg       | Lng       | TD        | FUM     | Lost    |
| ---- | --------------- | ----- | ----- | -------- | -------- | -------- | -------- | -------- | --------- | --------- | --------- | --------- | --------- | ------- | ------- |
| 2014 | Atlanta Falcons | 16    | 0     | 65       | 248      | 3.8      | 31T      | 1        | 30        | 225       | 7.5       | 36        | 1         | 1       | 1       |
| 2015 | Atlanta Falcons | 15    | 13    | 265      | 1,056    | 4.0      | 39       | 11       | 73        | 578       | 7.9       | 44        | 3         | 3       | 2       |
| 2016 | Atlanta Falcons | 16    | 16    | 227      | 1,079    | 4.8      | 75T      | 11       | 54        | 462       | 8.6       | 35        | 2         | 1       | 1       |
|      | Total           | 47    | 29    | 557      | 2,383    | 4.3      | 75       | 23       | 157       | 1,265     | 8.1       | 44        | 6         | 5       | 4       |